# Clinton Morrison
Clinton Hubert Morrison, né le 14 mai 1979 à Tooting en Londres en Angleterre, est un footballeur professionnel irlandais jouant au poste d’attaquant.
Morrison a été sélectionné à trente-six reprises en équipe de république d'Irlande de football.

## Carrière en club

### Premier passage à Crystal Palace
Clinton Morrison fréquente les équipes de jeunes de Crystal Palace Football Club à partir de 1996. Il intègre l’équipe première en 1998 et fait ses grands débuts le 10 mai 1998 remplaçant son coéquipier Neil Shipperley à la 82e minute d’un match contre Sheffield Wednesday. La saison suivante, sa première saison complète en équipe professionnelle, il marque un total de 13 buts. En 1999-2000, il dispute 30 matchs et marque 14 buts. Il commence à se faire une réputation de buteur. Il renouvelle sa performance la saison suivante avec de nouveau 14 buts marqués et atteint les 26 buts lors de la saison 2001-2002. Il se fait alors remarquer par les clubs de première division anglaise et signe en fin d’année un contrat avec Birmingham City Football Club.

### Birmingham City
À Crystal Palace, Morrison vit une relation difficile avec le manager Trevor Francis. Il est donc transféré à Birmingham pour 4,25 millions de livres sterling dans le cadre d’un échange avec Andrew Johnson. Mais son acclimatation en première division est difficile. Il ne marque que six buts lors de sa première saison et quatre lors de la deuxième. Il forme néanmoins une paire complémentaire avec l’autre attaquant et principal buteur du club Emile Heskey.

### Deuxième passage à Crystal Palace
Morrison quitte Birmingham le 24 août 2005 et rejoint son club d’origine, Crystal Palace pour la somme de 2 M£. Il choisit de retourner à Palace alors que d’autres clubs comme Norwich City ou Southampton FC souhaitaient aussi le recruter. Pour son retour, Morrison connait une première saison prolifique en marquant 13 buts en 33 titularisations et 8 remplacements.
Lors de la saison 2007-2008, Morrison commence la saison brillamment marquant deux fois lors des trois premiers matchs et portant son record de buts inscrits pour Palace à 99 unités. Mais la barre des 100 buts met très longtemps à être atteinte, obligeant son manager à le retirer des titulaires pour plusieurs matchs. C’est sous la direction d’un nouvel entraîneur, Neil Warnock, que Morrison passe enfin cette barre symbolique, buts atteint lors d’un derby londonien contre Queens Park Rangers le 10 novembre 2007. Morrison marque le but égalisateur à la 88e minute. Il est alors le huitième footballeur du club à atteindre cette barre des 100 buts.
Morrison continue à marquer des buts pour Palace. Au total il atteint la marque de 113 buts, ce qui fait de lui le cinquième buteur de l’histoire de Crystal Palace.
La saison 2007-2008 est la dernière saison de Morrison à Palace. Au terme de son contrat, il préfère être transféré vers Coventry City Football Club, car Warnock ne peut lui garantir une place de titulaire dans l’équipe.

### Coventry City
En juillet 2008, Morrison commence à s’entraîner avec son nouveau club. Il part avec lui en tournée de pré-saison en Suisse. Au retour de cette tournée, il paraphe un contrat de deux années.
À la fin de la saison 2009-2010, Morrison, qui n’entre plus dans les plans du club, est libéré.

### Sheffield Wednesday
Immédiatement après la fin de son contrat à Coventry, Clinton Morrison s’engage avec le Sheffield Wednesday Football Club qui vient d’être relégué en troisième division anglaise. Il marque dès son premier match lors d’un match contre Dagenham & Redbridge.

## Carrière internationale
Clinton Morrison a le choix pour jouer en équipe nationale. Outre l’Angleterre son pays de naissance, il peut aussi prétendre pouvoir jouer pour la Jamaïque, Trinité-et-Tobago et l’Irlande grâce à ses origines familiales. Finalement, il choisit de jouer pour l’Irlande en faisant valoir une grand-mère irlandaise.
Clinton Morrison fait ses grands débuts internationaux le 15 août 2001 lors d’un match nul 2 buts à 2 contre la Croatie. Il fait son entrée à la 52e minute de jeu et marque le second but de son équipe.
Morrison fait partie de l’équipe d’Irlande qui dispute la Coupe du monde de football 2002, mais ne dispute aucun match.
La carrière internationale de Morrison commence véritablement alors qu’il joue sous les couleurs de Birmingham City. Il marque alors son premier but sous le maillot irlandais, au cours d’un match contre la Russie match éliminatoire pour le championnat d'Europe des nations et perdu par l'Irlande sur le score de 4 buts à 2.
Lors des éliminatoires de la Coupe du monde de football 2006, Morrison devient un joueur clé de l’attaque irlandaise. Il inscrit 3 nouveaux buts lors de cette campagne, mais l’équipe de Brian Kerr termine à la quatrième place de son groupe derrière la Suisse ; la France et Israël .
En dépit de performances régulières avec son club de Crystal Palace (11 buts en 14 matchs) et malgré les nombreuses manifestations de supporters, Morrison n’est pas sélectionné dans l’équipe d'Irlande qui affronte l’équipe du Brésil de football en février 2008. Il fait toutefois partie des joueurs régulièrement suivis par Giovanni Trapattoni, le nouveau sélectionneur irlandais qui l’intègre régulièrement dans une liste de 40 joueurs susceptibles d’être appelés en équipe nationale, mais jamais dans le groupe de 28 qui disputent les matchs internationaux,.

## Statistiques

### Statistiques en club
| Club                | Saison    | Championnat | Championnat | Championnat | Coupes | Coupes | Coupes | Play-offs | Play-offs | Play-offs | Coupe UEFA | Coupe UEFA | Coupe UEFA | Total  | Total | Total  |
| Club                | Saison    | Matchs      | Buts        | Passes      | Matchs | Buts   | Passes | Matchs    | Buts      | Passes    | Matchs     | Buts       | Passes     | Matchs | Buts  | Passes |
| ------------------- | --------- | ----------- | ----------- | ----------- | ------ | ------ | ------ | --------- | --------- | --------- | ---------- | ---------- | ---------- | ------ | ----- | ------ |
| Crystal Palace      | 1997-1998 | 1           | 1           | 0           | -      | -      | -      | -         | -         | -         | -          | -          | -          | 1      | 1     | 0      |
| Crystal Palace      | 1998-1999 | 37          | 12          | ?           | 4      | 1      | ?      | -         | -         | -         | -          | -          | -          | 41     | 13    | -      |
| Crystal Palace      | 1999-2000 | 29          | 13          | -           | 4      | 2      | -      | -         | -         | -         | -          | -          | -          | 33     | 15    | -      |
| Crystal Palace      | 2000-2001 | 45          | 14          | -           | 11     | 5      | -      | -         | -         | -         | -          | -          | -          | 56     | 19    | -      |
| Crystal Palace      | 2001-2002 | 45          | 22          | 0           | 4      | 2      | 0      | -         | -         | -         | -          | -          | -          | 49     | 24    | 0      |
| Total               | 1997–2002 | 157         | 62          | 0           | 23     | 10     | 0      | -         | -         | -         | -          | -          | -          | 180    | 72    | 0      |
| Birmingham City     | 2002-2003 | 28          | 6           | 2           | 2      | 0      | 0      | -         | -         | -         | -          | -          | -          | 30     | 6     | 2      |
| Birmingham City     | 2003-2004 | 32          | 4           | 5           | 5      | 1      | 0      | -         | -         | -         | -          | -          | -          | 37     | 5     | 5      |
| Birmingham City     | 2004-2005 | 26          | 4           | 3           | 3      | 1      | 0      | -         | -         | -         | -          | -          | -          | 29     | 5     | 3      |
| Birmingham City     | 2005-2006 | 1           | 0           | 0           | -      | -      | -      | -         | -         | -         | -          | -          | -          | 1      | 0     | 0      |
| Total               | 2002–2006 | 87          | 14          | 10          | 10     | 2      | 0      | -         | -         | -         | -          | -          | -          | 97     | 16    | 10     |
| Crystal Palace      | 2005-2006 | 39          | 13          | 5           | 2      | 0      | 0      | -         | -         | -         | -          | -          | -          | 41     | 13    | 5      |
| Crystal Palace      | 2006-2007 | 41          | 12          | 1           | 3      | 0      | 0      | -         | -         | -         | -          | -          | -          | 44     | 12    | 1      |
| Crystal Palace      | 2007-2008 | 43          | 16          | 5           | 2      | 0      | 0      | 2         | 0         | 0         | -          | -          | -          | 47     | 16    | 5      |
| Total               | 2005–2008 | 123         | 41          | 11          | 7      | 0      | 0      | -         | -         | -         | -          | -          | -          | 130    | 41    | 10     |
| Coventry City       | 2008-2009 | 45          | 10          | 4           | 7      | 2      | 0      | -         | -         | -         | -          | -          | -          | 52     | 12    | 4      |
| Coventry City       | 2009-2010 | 45          | 10          | 1           | 3      | 0      | 0      | -         | -         | -         | -          | -          | -          | 48     | 10    | 1      |
| Total               | 2008–2010 | 91          | 21          | 5           | 10     | 2      | 0      | -         | -         | -         | -          | -          | -          | 101    | 23    | 10     |
| Sheffield Wednesday | 2010-2011 | 19          | 5           | 2           | 7      | 2      | 3      | -         | -         | -         | -          | -          | -          | 26     | 7     | 5      |
| Totaux              | Totaux    | 477         | 143         | 28          | 57     | 14     | 3      | 2         | 0         | 0         | -          | -          | -          | 523    | 157   | 29     |

## Statistiques en équipe nationale
- Liste des matchs au cours desquels Morrison a marqué un but

| Date             | Stade                        | Opposition | Résultat | Compétition                             | But   |
| ---------------- | ---------------------------- | ---------- | -------- | --------------------------------------- | ----- |
| 15 août 2001     | Lansdowne Road, Dublin       | Croatie    | 2–2      | match amical                            | 1 (1) |
| 27 mars 2002     | Lansdowne Road, Dublin       | Danemark   | 3–0      | match amical                            | 1 (2) |
| 7 septembre 2002 | Dinamo Stadium, Moscou       | Russie     | 2–4      | Éliminatoires de l'Euro 2004            | 1 (3) |
| 12 février 2003  | Hampden Park, Glasgow        | Écosse     | 2–0      | match amical                            | 1 (4) |
| 19 août 2003     | Lansdowne Road, Dublin       | Australie  | 2–1      | match amical                            | 1 (5) |
| 4 septembre 2004 | Lansdowne Road, Dublin       | Chypre     | 3–0      | Éliminatoires de la Coupe du monde 2006 | 1 (6) |
| 8 septembre 2004 | Parc Saint-Jacques, Bâle     | Suisse     | 1–1      | Éliminatoires de la Coupe du monde 2006 | 1 (7) |
| 26 mars 2005     | Ramat Gan Stadium, Ramat Gan | Israël     | 1–1      | Éliminatoires de la Coupe du monde 2006 | 1 (8) |
| 29 mars 2005     | Lansdowne Road, Dublin       | Chine      | 1–0      | match amical                            | 1 (9) |

## Palmarès
- 36 sélections et 9 buts avec l'équipe d'Irlande entre 2001 et 2006.